# オリンピックのモザンビーク選手団
オリンピックのモザンビーク選手団（オリンピックのモザンビークせんしゅだん）は、モザンビーク人民共和国およびモザンビーク共和国のオリンピック選手団。モザンビーク選手団はモザンビーク人民共和国時代の1980年モスクワオリンピックから参加した。冬季オリンピックへの参加はまだない。なお、1976年モントリオールオリンピックでは、当時人種隔離政策を行っていた南アフリカへニュージーランドラグビー代表が遠征したことに抗議しアフリカ諸国が不参加となったが、モザンビークのオリンピック委員会は1979年に承認されたためモントリオールオリンピックのボイコットとの関連はない。

## 概要
これまでメダルを獲得した夏季オリンピックは、1996年アトランタオリンピックと2000年シドニーオリンピックのそれぞれ1個である。ともに陸上競技女子800mでマリア・ムトラが獲得したものである。

## メダル獲得数一覧

### 夏季オリンピック
| 大会名                | 金 | 銀 | 銅 | 計 |
| 1980 モスクワ         | 0  | 0  | 0  | 0  |
| 1984 ロサンゼルス     | 0  | 0  | 0  | 0  |
| 1988 ソウル           | 0  | 0  | 0  | 0  |
| 1992 バルセロナ       | 0  | 0  | 0  | 0  |
| 1996 アトランタ       | 0  | 0  | 1  | 1  |
| 2000 シドニー         | 1  | 0  | 0  | 1  |
| 2004 アテネ           | 0  | 0  | 0  | 0  |
| 2008 北京             | 0  | 0  | 0  | 0  |
| 2012 ロンドン         | 0  | 0  | 0  | 0  |
| 2016 リオデジャネイロ | 0  | 0  | 0  | 0  |
| 2020 東京             | 0  | 0  | 0  | 0  |
| 2024 パリ             | 0  | 0  | 0  | 0  |
| 合計                  | 1  | 0  | 1  | 2  |

### 夏季オリンピック競技別
| 競技           | 金 | 銀 | 銅 | 計 |
| -------------- | -- | -- | -- | -- |
| 陸上競技       | 1  | 0  | 1  | 2  |
| 計 (競技数: 1) | 1  | 0  | 1  | 2  |